# Bert Wiersema
Bert Wiersema (Groningen, 11 mei 1959) is een Nederlands kinderboekenschrijver.

## Leven en werk
Wiersema werd in 1959 geboren in Huize Tavenier in Groningen. Hij bezocht in zijn geboorteplaats de pedagogische academie.
In 1980 werd hij onderwijzer op een lagere school in het Friese Ureterp. Toen hij door een aandoening aan zijn stem niet meer voor de klas kon staan, ging hij schrijven. Zijn eerste publicatie was Avontuur op Terschelling, voor het maandblad Rechte Sporen van de Bond voor Gereformeerde jeugdorganisatie, verbonden aan de Gereformeerde Kerken vrijgemaakt.
Later schreef hij een feuilleton waarvan het de bedoeling was dat het in het Nederlands Dagblad zou worden geplaatst. Toen dit niet gebeurde gaf uitgeverij Vuurbaak het uit.
In 1991 startte Wiersema met de Chris en Jorieke-serie, met avonturenverhalen over een broer en zus uit het christelijke gezin van een onderwijzer in Ureterp. Later kwam de Logboek Lammers-serie uit, over een geschiedenisprofessor die met zijn gezin de wereld over reist. Wiersema schreef ook twee oorlogsromans: Op weg naar de bevrijding, over een verzetsstrijder in Nederland en De vergeten strijd over de oorlog in Nederlands-Indië.
In 1998 werd Wiersema docent aardrijkskunde in het voortgezet onderwijs. Sinds 2005 woont hij in Drachten. Hij is sinds 1983 getrouwd en heeft vier kinderen.
In oktober 2017 overleed zijn dochter Klarine Sikkema-Wiersema op 31-jarige leeftijd. Zij schreef samen met haar vader het boek "Een regenboog in de woestijn", over hoe zij, haar gezin en familie het inbreken van een levensbedreigende ziekte in hun leven beleefden. Het is een ervaringsboek met adviezen over hoe ouders met kleine kinderen kunnen praten over ziekte en het naderen van de dood.
Een deel van Wiersema's boeken is in het Engels vertaald onder het pseudoniem Bert E Wiseman.

### Chris en Jorieke
1. Dagboek van een overval
2. Smokkel op het IJsselmeer
3. Erfenis uit Indonesië (tevens opgenomen in Dubbeldikker 3)
4. Kerkroof in Maastricht (tevens opgenomen in Dubbeldikker 2)
5. Autodiefstal per computer (tevens opgenomen in Dubbeldikker 1)
6. Brandalarm in de nacht
7. Spokenjacht per helikopter (tevens opgenomen in Dubbeldikker 1)
8. Jacht op de verdwenen buit (tevens opgenomen in Dubbeldikker 4)
9. Het raadsel van de blauwe vaten
10. Avontuur op Terschelling (tevens opgenomen in Dubbeldikker 4)
11. De ontvoerde professor
12. Gijzeling op Pampus (tevens opgenomen in Dubbeldikker 2)
13. Het geheim van de Libries (tevens opgenomen in Dubbeldikker 3)
14. Ontvoering op Urk
15. Dieven in de school
16. Miljoenenbuit op Malta

### Logboek Lammers
1. Goudkoorts aan de Nijl
2. De offersteen (heruitgave als De Geheime dagboeken van st. Bernard)
3. De kluizen van de Titanic (The vaults of the Titanic)
4. Schaakspel in de wildernis (Chess in the wilderness)
5. De koning van Boedapest
6. Het mysterie van Paaseiland
7. De verborgen Mayatempel
8. Terreur op de Ararat
9. Afrekening in Normandië
10. De Omegaschuilplaats
11. Het zwaard van de samoerai
12. De Nazitrein
13. Erfenis uit Jeruzalem

### Detectivebureau Iris en Ko
1. De ontmaskering van de fietsenvernieler.
2. De supergeheime gemene meidenclub.
3. Rovers op de rommelmarkt.
4. De zenuwslopende zwemvierdaagse.
5. Het donkere dierenbeulenbos.
6. De schat van sterke Tjerk.
7. De ongelooflijke ontsnapping van tengere Tinus.
8. Amateurspion in een heteluchtballon.
9. De brutale bruiloftsboeven.
10. De raadselachtige kluis in het oude jachthuis.
11. De mysterieuze postzegelpuzzel.
12. Het raadsel van het Chinese doosje.
13. De ontdekking van de verborgen oorlogsbrief.
14. De superslimme dommedievenval.
15. De ontdekking van de onbegrijpelijke kasteelcode.
16. Het verhaal van het vreselijke vissenvergif.
17. Het wondermiddel van Wilhelmina Wengeweer.
18. Het adembenemende afscheidscadeau van Arie Smith.
19. Het merkwaardige modelspoorbaanmysterie
20. Het geheim van het prullenpakhuis.
21. De superspannende schoolreisspeurtocht.
22. Het verschrikkelijke vaarverjaardagsfeest.

### Simons Spectrum
1. De Barbarossabunker
2. De tombe van de tempeliers
3. Verdwijning in Barcelona
4. Zilverroof in Zadar
5. Mensenjacht op Mallorca
6. Paniek in Porto
7. Uitbarsting op Lanzarote
8. Het monster van Loch Ness
9. Megadeal in Munster
10. Gijzelaar in Parijs
11. Rooftocht onder Rome
12. Goudroof in Amsterdam

### Mossadserie
1. Operatie Alef
2. Operatie Noa
3. Operatie Mozes
4. Operatie Bajonet

### De toeke tweeling
1. De fluisterdrone
2. De bodemschat in Beekbergen
3. De hut in het waterdoolhof
4. De campingdief

### Overige uitgaven
- De omgekeerde wereld
- Noodlanding (Opgejaagd)
- Op weg naar de bevrijding
- De vergeten strijd van '45-'50
- De vergeten strijd
- Ontvoerd
- Ontvoerd (vereenvoudigde versie met QR-codes)
- Ontsnapt
- Ontsnapt (vereenvoudigde versie met QR-codes)
- Ontdekt
- Wraak van de wolf
- Leven achter prikkeldraad
- Mijn papa is niks
- Bulldozers in de tuin
- Rozemarijns Roemeniëreis
- Gegijzeld
- Gevaar in de bergen (met meeleesfunctie via QR-codes)
- Het toernooi

### Uitgaven met anderen
- Het geheim van de oude put
- Lange nachten (met Frans van Houwelingen en Henk Koesveld)
- De beste Jozef
- Dag school
- The next step
- Prentenbijbel (met Marijke ten Cate)
- Een regenboog in de woestijn (met Klarine Sikkema-Wiersema)
- Van A-gendastress tot Z-omervakantie
- Operatie kerstboom
- Kerstverhalen (uitg. Mes)
- HSV tienerdagboek
- Wachten op het wonder (kerstverhalen voor kinderen)

- Digitale Bibliotheek voor de Nederlandse Letteren: wier012
- Gemeinsame Normdatei: 1066465592
- International Standard Name Identifier: 0000 0003 6893 9279
- Nederlandse Thesaurus van Auteursnamen: 088359220
- Virtual International Authority File: 292082540
- WorldCat: E39PBJjRVDRjJyBB6DJJdqt9Xd